# Casanis
Le pastis Casanis est créé en 1925 par Emmanuel Casabianca à Bastia en Corse, qui décide ensuite de traverser la Méditerranée et de s'installer à Marseille.
Cette double origine est désormais symbolisée par les deux blasons Marseillais et Corse.

## Histoire

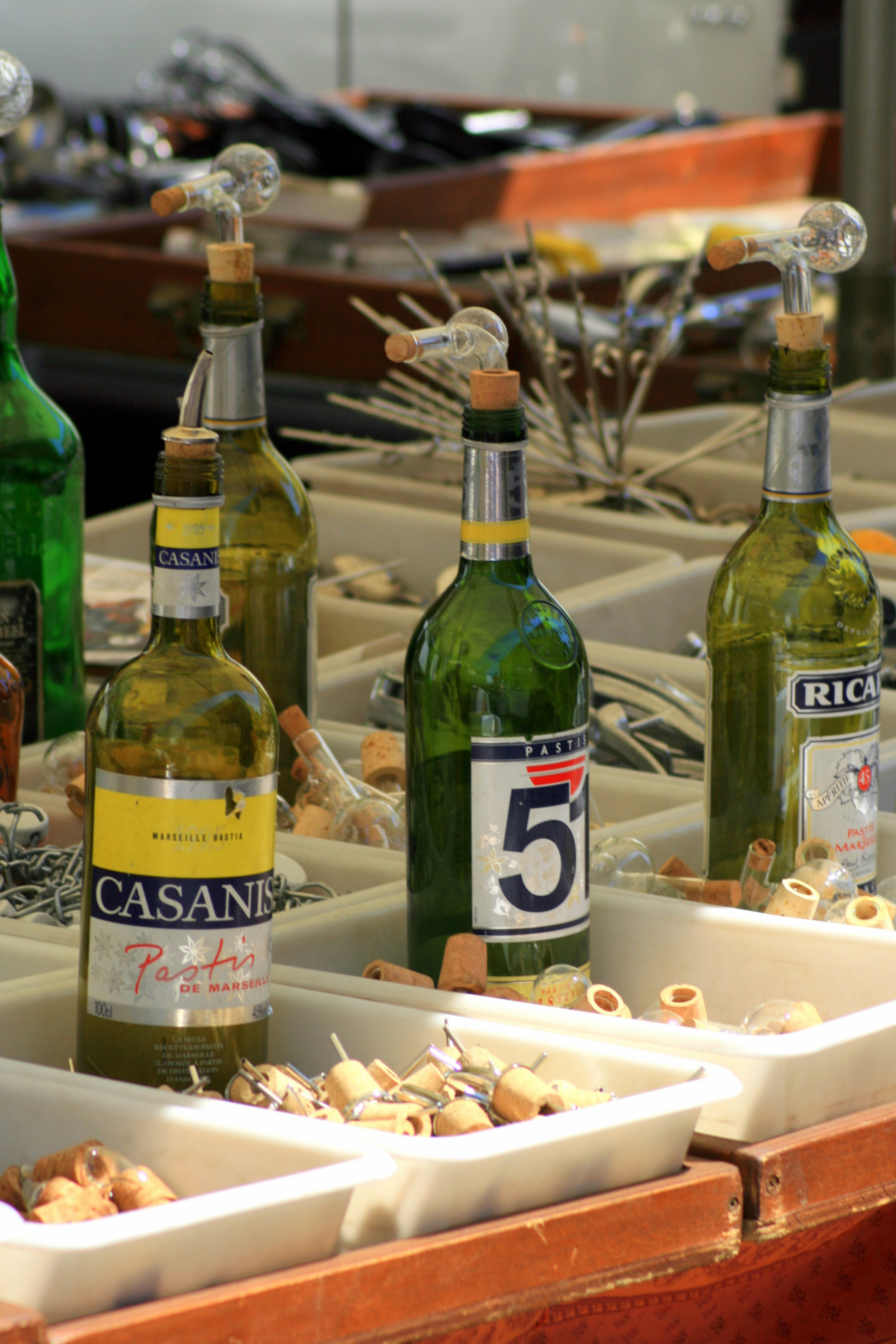
Différents pastis au marché d'Orange.

Le Casanis est créé en 1925 par Emmanuel Casabianca à Bastia avant de s'installer à Marseille.
Emmanuel Casabianca décide d'accoler anis à son nom de famille pour former Casanis.
Depuis le 1er mars 2009, le pastis Casanis figure dans le portefeuille de la société SVS La Martiniquaise grâce à l'intégration de la société Boisset.
En 2019, le pastis Casanis est récompensé par une médaille d’Or au Concours général agricole.

## Ingrédients
Eau, alcool, sucre inverti, extrait de réglisse, anis 2 ‰, caramel : E150b.

## Statistiques
- En 2008, Casanis représente 0,06 % de parts de marché volume des principales marques d’anisés en GMS (données d’octobre 2007 à octobre 2008[3]).
- En 2009, Casanis représente 0,05 % de parts de marché volume des principales marques d’anisés en GMS (données d’octobre 2008 à octobre 2009[4]).
- En 2010, Casanis représente 0,05 % de parts de marché volume des principales marques d’anisés en GMS (données d’octobre 2010 à octobre 2011[5]).

## Publicité
En 2009, nouveau propriétaire de Casanis, le groupe La Martiniquaise remet ce pastis à l’affiche début août en maintenant le visuel imaginé par Boisset. Une mise en scène de sa bouteille dont les différentes parties de l’étiquette forment des strates verticales qui évoquent les ingrédients associés à Casanis (l’anis, la couleur jaune, l’eau, les glaçons).
Cette campagne sera diffusée en panneaux 4 m x 3 m dans les principales agglomérations avec une présence renforcée dans le Sud-Est, lieu de prédilection de Casanis. La Provence et la Corse auront même droit à des insertions dans les magazines régionaux et les guides touristiques.

## Dans la culture populaire
- Dans le film Préparez vos mouchoirs de Bertrand Blier (1978) , le personnage interprété par Gérard Depardieu dit à celui interprété par Michel Serrault : « y a qu'à r'garder ta tronche, une vraie réclame pour Casanis », avant de le forcer à boire deux verres pleins de la boisson jaune...
- Un verre de Casanis est familièrement appelé « un Casa »[7] ou un « Spaggiari » en raison du jeu de mots formé à partir de « casse à Nice ».